# Гельмут Роде
Гельмут Роде (нім. Helmut Rohde; 9 листопада 1925, Ганновер — 16 квітня 2016) — німецький політик, член СДПН. У 1974-1978 роках обіймав посаду федерального міністра освіти і науки. Герберт Венер називав його «архітектором і піонером соціальної держави».

## Біографія
Гельмут Роде виріс в робочому середовищі в Ганновері. Батько Август Роде, слюсар на верфі, був соціал-демократом і профспілковим діячем, з 1918 року вважався довіреною особою НСДПН в Кілі. Після приходу до влади націонал-соціалістів у 1933 році Август Роде на довгі роки залишився без роботи.
Гельмут Роде закінчив народну школу з хорошими результатами та вступив в реальне училище. В 1943 році вступив на роботу за розпорядженням Імперської служби праці, потім був покликаний в вермахт. У 1945 році повернувся з полону і деякий час працював в Continental AG в Ганновері, потім захопився журналістикою. У 1945 році вступив в СДПН. За сприяння профспілки друкарів Роде отримав місце у Фріца Хайне в прес-службі правління СДПН у Ганновері. У 1947 році Гельмут Роде навчався на добровільних засадах у редакції новинного агентства Deutscher Pressedienst і потім працював редактором DPA в Ганновері.
У 1950-1953 роках Роде вивчав політологію та економіку у Вищій школі праці, політики і економіки в Вильгельмсхафене. У 1953-1957 роках працював прес-референтом при міністрі соціального забезпечення землі Нижня Саксонія Генріха Альберце.
У 1957-1987 роках Роде обирався депутатом бундестагу. У 1979-1983 роках був заступником голови фракції СДПН. У 1964-1965 роках Гельмут Роде також був депутатом Європейського парламенту.
У 1969-1974 роках в уряді Віллі Брандта Гельмут Роде обіймав посаду статс-секретаря при федеральному міністрові праці та соціального порядку Вальтера Арендт і брав активну участь у написанні закону про сприяння працевлаштуванню. В першому уряді федерального канцлера Гельмута Шмідта Гельмут Роде обійняв посаду федерального міністра освіти і науки. При Гельмуті Роде були прийняті закони про загальні принципи організації вищої школи, професійну освіту і сприяння працевлаштуванню у сфері освіти. В результаті реорганізації кабінету міністрів Роді вийшов зі складу уряду 16 лютого 1978 року і присвятив себе надалі парламентській роботі, концентруючись на соціально-економічній сфері.